# Three Cool Cats
A Three Cool Cats egy 1958-as dal, amelyet Jerry Leiber és Mike Stoller írt. Ezt eredetileg a The Coasters együttes rögzítette és jelentette meg a nagy sikerű slágerük, a Charlie Brown kislemezének B-oldalán.
A "Three Cool Cats" az első tizenöt dal között volt, amelyet a The Beatles együttes 1962-ben a londoni Decca Records-ban rögzítettek újévi meghallgatásuk során. A The Beatles feldolgozásában George Harrison énekelt, addig Pete Best dobolt. Az együttes menedzsere, Brian Epstein személyesen választotta ki ezt és a másik tizennégy dalt a banda Merseyside táncházának és rockklubjának repertoárjából. A felvétel felkerült az együttes Anthology 1 címet viselő válogatás albumára. A banda ezt a dalt is többször előadta az 1969 januári Get Back/Let It Be felvételek során. Ezek közül egyiket sem adta ki hivatalosan az EMI.
Ennek a dalnak sok más feldolgozása is készült. Richard Anthony franciául, "Nouvelle vague" címmel adta elő 1958-ban . Megjelenik Ry Cooder 2005-ös, Chávez Ravine albumán, Little Willie G (Willie Garcia) előadásában. A japán garázs rockegyüttes, az 5.6.7.8 az 1996-os középlemezén, a Bomb the Twist-en is feldolgozta a dalt (a címet "Three Cool Chicks"-re módosították). Szerepel a the Basics együttes, Stand Out/Fit In című 2007-es stúdióalbumán, valamint a 2010-es élő albumukon is. A dal a 2016-os Kilenc élet című filmben is hallható.